# 金昌金川机场

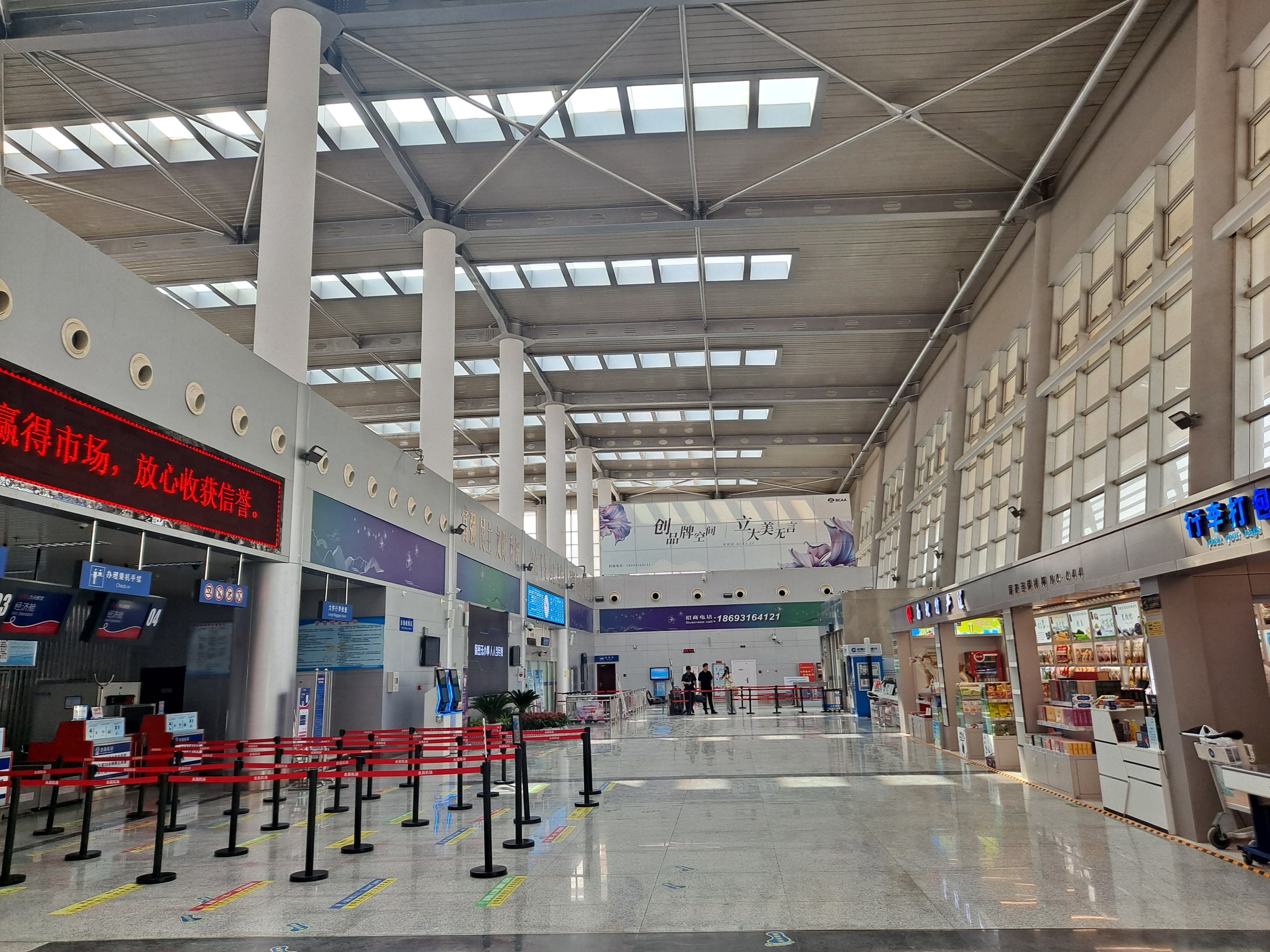
金昌机场候机大厅

金昌金川机场是中國甘肅省一座民用機場，位於金昌市金川區雙灣鎮。東距市中心15公里。於2009年4月16日奠基，2011年8月29日落成通航。
機場佔地3025.5畝，跑道長3,000公尺。預計2020年旅客吞吐量吞吐量20万人次、货邮吞吐量1200吨目标设计，航站楼3960平方米，站坪机位4个。

## 航空公司与航点
2025年夏秋航季（3月30日至10月25日）
| 航空公司     | 目的地          |
| ------------ | --------------- |
| 中国东方航空 | 西安            |
| 中国联合航空 | 北京/大興       |
| 吉祥航空     | 上海/浦东、兰州 |
| 中国南方航空 | 广州、武汉      |
| 成都航空     | 成都/天府、兰州 |
| 华夏航空     | 兰州、嘉峪关    |